# Sociedade Esportiva e Recreativa Caxias do Sul
Sociedade Esportiva e Recreativa Caxias do Sul, S.E.R. Caxias är ett brasilianskt fotbollslag från Caxias do Sul. Största rival är EC Juventude,

## Historik
Klubben bildades den 10 april 1935 som Grêmio Esportivo Flamengo och var en hopslagning av två andra lag, Rui Barbosa och Rio Branco. Klubben lades, liksom EC Juventude, ned på grund av ekonomisk kris under 1960-talet. Den 14 december 1971 slogs de båda klubbarna ihop till Associação Caxias de Futebol, men splittrades 1975 och Associação Caxias de Futebol tog namnet Sociedade Esportiva e Recreativa Caxias do Sul. Klubbens största framgång är segern i Campeonato Gaúcho 2000.

## Kända spelare
- Bebeto
- Jurandir
- Luiz Felipe Scolari
- Washington Stecanela Cerqueira
- Tite

## Hemmaplan
Klubbens matcher spelas på Estádio Francisco Stédile, mer känd som Estádio Centenário, med en kapacitet på 30 802 åskådare. Arenan byggdes 1976 och döptes efter Francisco Stédile som var klubbens ordförande under byggnadstiden. Smeknamnet Centeário kom till för att fira hundraårsjubileet av den italienska kolonisationen av Rio Grande do Sul.
Arenan byggdes på samma plats som klubbens tidigare arena, Estádio Baixada Rubra, och färdigställdes på sex månader. Anledningen till nybyggnationen var att klubben gått upp till Campeonato Brasileiro Série A. Premiärmatchen spelades den 12 september 1976 mot Sport Club Internacional, matchen slutade 2-1 till Caxias. Första målet gjordes av Caxias spelare Osmar. Publikrekordet är 28 500 från den 15 september 1976 då Caxias och Sociedade Esportiva Palmeiras spelade 0-0.